# Cynanchum brasiliense
Cynanchum brasiliense är en oleanderväxtart som först beskrevs av Morillo, och fick sitt nu gällande namn av S. Liede. Cynanchum brasiliense ingår i släktet Cynanchum och familjen oleanderväxter. Inga underarter finns listade i Catalogue of Life.